# Tony Award
The Antoinette Perry Award for Excellence in Theatre, mer allmänt känd som Tony Award, är det årliga pris som utdelas för erkännande av amerikansk teater. Priset delas ut varje år, och har så gjorts sedan 1947. Tony Awards kan ses som teaterns svar på Oscar. Precis som vid Oscar-utdelningarna finns en rad olika kategorier, som nu uppgår till 26 stycken, samt ett flertal special-priser, att jämföra med de 11 som fanns 1947.

## Priskategorier
Det finns för närvarande 24 priskategorier, plus flera specialpriser. Sedan Tony Awards började delas ut i 11 kategorier 1947, har antalet och namnen på priserna varierat över åren. En komplett lista över varje priskategori uppdateras löpande på hemsidan.
En nyligen skapad kategori, Isabelle Stevenson-priset, delades ut för första gången vid prisgalan 2009. Priset går till en person som gjort en "betydande insats och lagt ned tid och möda på vägnar av en eller fler föreningar eller organisationer".
Kategorin Bästa särskilda teaterhändelse ("Best Special Theatrical Event") drogs in under spelåret 2009–2010.
Prestationskategorier

- Bästa prestation för en kvinnlig huvudroll i teater
- Bästa prestation för en kvinnlig biroll i teater
- Bästa prestation för en kvinnlig huvudroll i musikal
- Bästa prestation för en kvinnlig biroll i musikal
- Bästa prestation för en manlig huvudroll i teater
- Bästa prestation för en manlig biroll i teater
- Bästa prestation för en manlig huvudroll i musikal
- Bästa prestation för en manlig biroll i musikal

Teknik- och föreställningskategorier

- Bästa musikal
- Bästa nypremiär av musikal
- Bästa regi av musikal
- Bästa musikalmanus
- Bästa musik
- Bästa orkestrering
- Bästa koreografi
- Bästa scenigrafi i musikal
- Bästa kostym i musikal
- Bästa ljusdesign i musikal
- Bästa ljuddesign i musikal
- Bästa talteater
- Bästa nypremiär av talteater
- Bästa talteaterregi
- Bästa kostym i talteater
- Bästa scenografi i talteater
- Bästa ljusdesign i talteater
- Bästa ljuddesign i talteater

Specialpriser

- Tony Award för regionsteater
- Speciell Tony Award (inkluderar Livesverkspriset ("Lifetime Achievement Award")
- Tony utmärkelse för utmärkhet i teater
- Isabelle Stevenson-priset

Tidigare utgivna priser

- Tony Award för bästa författare
- Bästa dirigent och musikaldirigent
- Tony Award för bästa nypremiär (uppdelad i två kategorier:  Bästa nypremiär av en musikal och Bästa nypremiär av en teater)
- Tony Award för bästa scentekniker
- Bästa teaterhändelse
- Bästa regissör (uppdelad i två kategorier: Bästa musikalregi och Bästa teaterregi)